# Bring It On
Bring It On (titulada: A por todas en España y Triunfos robados en Hispanoamérica) es una película estadounidense de 2000, del género comedia, acerca de dos equipos de animadoras, protagonizada por Kirsten Dunst, Eliza Dushku y Gabrielle Union. Fue dirigida por Peyton Reed y escrita por Jessica Bendinger.
La película fue sucedida por seis secuelas (ninguna contiene a los miembros del elenco original), en el 2004 Bring It On: Again (que sólo comparte con la original los productores), en el 2006 Bring It On: All or Nothing, en el 2007 Bring It On: In It to Win It, en el 2009 Bring It On: Fight to the Finish, en el 2017 Bring It On: Worlwide Cheersmack y en el 2022 Bring It On: Cheer or Die.

## Sinopsis
El equipo de animadoras de la preparatoria (o instituto) Rancho Carne, "Los Toros", va en busca de su sexto título consecutivo como el mejor equipo nacional de animadoras. Big Red, la capitana del equipo, se gradúa y elige a Torrance Shipman (Kirsten Dunst) como su sucesora.
En el primer día de Torrance como capitana, una chica del equipo tiene un accidente en los ensayos y es enviada al hospital por haberse fracturado la pierna, lo que le impide participar en las competiciones, obligando a Torrance a buscar un reemplazo.
Durante las pruebas se presenta Missy Pantone (Eliza Dushku), quien rebasa todas las expectativas y requisitos del equipo para ser el reemplazo que buscan, exceptuando a Whitney y a Courtney, que creen que no tendría que estar en el equipo ya que ella no es el modelo convencional de porrista (además, pretenden hacer entrar al equipo a la hermana menor de Whitney). Sin embargo Torrance declara que como capitana tiene la última palabra y convence a Missy de entrar al equipo.
En el primer día de Missy como porrista, sus compañeras de equipo le enseñan las rutinas que tiene que aprender, sin embargo, sale abruptamente de la sala a mitad del entrenamiento. Torrance la sigue y Missy la acusa de haber robado todas esas rutinas y de que todos sus triunfos nacionales son un fraude.
Al rato, Missy lleva a Torrance a Los Ángeles, a la preparatoria East Compton, y ven que su equipo de porristas, "Clovers", tiene las mismas coreografias que los Toros, solo que con ejecuciones y pasos más difíciles y mejor elaborados. Al salir son detenidas por su capitana Isis (Gabrielle Union), quien le revela a Torrance que Big Red ha estado robando todas las rutinas que les han dado la fama de "ser las mejores" todos esos años aprovechando que los "Clovers" nunca han podido participar en un campeonato nacional.
Luego, Torrance habla con su equipo, y todos están tan sorprendidos como ella por los engaños de Big Red, pero nadie sabe si deben seguir con la misma rutina, ya que los "Clovers" también participarán por primera vez en las competiciones regionales, para pasar a la nacional (y poder demostrar que ellos en realidad son el mejor equipo).
Rato después, Torrance decide pedirle ayuda a su novio Aaron, que le aconseja buscar a un coreografo profesional llamado Sparky Polastri, quien le enseñará a ella y al resto del equipo una nueva rutina.
Los Toros van a la competición regional, pero hay un problema: ven que el equipo que participa antes de ellos hacen exactamente la misma rutina con la que participarán. Torrance, en medio del problema, decide salir con el equipo a hacer la rutina decepcionando al público y jueces que tenían buenas expectativas de ellos. Después de su participación, un directivo de la asociación de porrista le dice a Torrance que Polastri estafó y engañó a varios equipos enseñándoles la misma rutina por todo el estado, pero les permiten que los Toros vayan a la competición nacional debido a que son los campeones defensores advirtiéndoles que no se presenten en el campeonato nacional con esa rutina.
Tras lo sucedido, Torrance convence al equipo de inventar una nueva rutina, argumentando si ellos son realmente los mejores, podrán ganar con algo hecho de su propia creatividad. Mientras tanto los Clovers no tienen apoyo para participar en el campeonato nacional por lo que Torrance les ofrece patrocinio de su padre pero Isis rechaza el dinero ya que no quieren su oferta y lo único que desean de ellos es su competitividad. Poco después son patrocinados por un programa de televisión lo que les permite asistir al torneo. Días más tarde, Torrance descubre que su novio Aaron ha estado engañándola con otra mujer en la universidad donde él estaba estudiando.
Ambos equipos (Toros y Clovers) van hacia la final del campeonato nacional, exhibiendo muy buenos bailes y extraordinarias coreografías. Mientras, la rivalidad entre ellos van desapareciendo por una nueva simpatía que surge entre sus capitanas quienes reconocen el buen trabajo que hicieron sus equipos.
El día final de la competición termina, declarando merecidamente como campeones de ese año a los Clovers, dejando a los Toros en el segundo lugar, haciendo que estos sepan que no ser el primero no es tan malo como pensaban y de paso, Torrance se convierte en la novia oficial de Cliff, hermano de Missy.

## Reparto
| Actor               | Personaje         |
| ------------------- | ----------------- |
| Kirsten Dunst       | Torrance Shipman  |
| Eliza Dushku        | Missy Pantone     |
| Jesse Bradford      | Cliff Pantone     |
| Gabrielle Union     | Isis Watkins      |
| Sherry Hursey       | Christine Shipman |
| Holmes Osborne      | Bruce Shipman     |
| Clare Kramer        | Courtney          |
| Nicole Bilderback   | Whitney           |
| Tsianina Joelson    | Darcy             |
| Shamari Fears       | Lava              |
| Natina Reed (†)     | Jenelope          |
| Brandi Williams     | Lafred            |
| Richard Hillman (†) | Aaron             |
| Lindsay Sloane      | Big Red           |
| Nathan West         | Jan               |
| Rini Bell           | Kasey             |
| Huntley Ritter      | Leslie            |
| Bianca Kajlich      | Carver            |
| Cody McMains        | Justin Shipman    |
| Ian Roberts         | Sparky Polastri   |

## Doblaje en Español
| Personaje                               | España          | México            | México - Cuernavaca |
| --------------------------------------- | --------------- | ----------------- | ------------------- |
| Torrance Shipman                        | Nuria Trifol    | Claudia Mota      | Azucena Martínez    |
| Missy Pantone                           | María Moscardó  | Xóchitl Ugarte    | Daniela Benítez     |
| Cliff Pantone                           | Roger Pera      | Víctor Ugarte     | Manuel Campuzano    |
| Isis                                    | Ana Pallejà     | Pilar Escandón    | Patricia Mainó      |
| Aaron                                   | Ángel de Gracía | Arturo Mercado Jr |                     |
| Whitney                                 |                 | Laura Ayala       |                     |
| Courtney                                |                 | Irene Jiménez     | Adriana Rodríguez   |
| Jan                                     |                 | Benjamin Rivera   |                     |
| Jenelope                                |                 | Circe Luna        | Angélica García     |
| Pauletta                                | Juana Beuter    | Ruth Toscano      |                     |
| Cronista en Competencia                 |                 | Ernesto Lezama    | Carlos Becerril     |
| Johnny                                  |                 | Armando Réndiz    |                     |
| Brandy                                  |                 | Mónica Manjarrez  |                     |
| Christine Shipman                       |                 |                   | Olga Donna-Dío      |
| Justin Shipman                          | David Jenner    |                   | Erik Osorio         |
| Bruce Shipman                           | Jordi Ribes     |                   |                     |
| Locutor de Competencia                  |                 |                   | Jesús Barrero       |
| Chico N.º 1                             |                 |                   | Mauricio Valverde   |
| Chico N.º 2                             |                 |                   | Rodolfo Cuevas      |
| Amiga de Torrance                       |                 |                   | Mireya Mendoza      |
| Amiga de Isis                           |                 |                   | Mariana Gómez       |
| La Pelirroja                            | Marta Barbará   |                   |                     |
| Candidata a Animadora / Amante de Aaron | Mónica Padros   |                   |                     |
| Chica de los Glovers                    | Toni Avilés     |                   |                     |

### Créditos Técnicos
|                    | España                        | México | México - Cuernavaca                              |
| ------------------ | ----------------------------- | ------ | ------------------------------------------------ |
| Estudio de Doblaje | Q.T. Lever, Barcelona, España |        | Intertrack S.A de C.V, Cuernavaca, México, D. F. |

## Recepción

### Taquilla
| \| País \| Recaudación[2] \| \| --------------- \| -------------- \| \| Estados Unidos \| $68 379 000 \| \| Australia \| $3 320 888 \| \| Reino Unido \| $2 518 155 \| \| Dinamarca \| $241 094 \| \| Islandia \| $97 025 \| \| República Checa \| $4 345 \| |             |
| País | Recaudación |
| Estados Unidos | $68 379 000 |
| Australia | $3 320 888  |
| Reino Unido | $2 518 155  |
| Dinamarca | $241 094    |
| Islandia | $97 025     |
| República Checa | $4 345      |